# East Mountain, Texas
East Mountain là một thành phố thuộc quận Upshur, tiểu bang Texas, Hoa Kỳ. Năm 2010, dân số của xã này là 797 người.

## Dân số
- Dân số năm 2000: 580 người.
- Dân số năm 2010: 797 người.